# موکولیپیدوز نوع دو
موکولیپیدوز نوع دو که بیماری سل I (بیماری I Cell) نیز خوانده می‌شود، نوعی بیماری ذخیره‌ای لیزوزومی است.
دی این بیماری وجه تسمیه  I Cell به علت وجود انکلوزیون‌های شدید سیتوپلاسمی است که به راحتی با میکروسکوپ فاز کنتراست قابل مشاهده است و I نشانگر انکلوزیون (Inclusion) می‌باشد.

## علائم بالینی
- زمان تولد: در رفتگی مفصل ران، وجود فتق، یافته‌های صورت خشن، پاچنبری و زردی کلستاتیک احتمالی.
- دوران نوزادی و شیرخوارگی: در بیمار عقب ماندگی شدید تکامل روانی حرکتی، عدم یادگیری غلتیدن، نشستن، راه رفتن و تکلم، سر کوچک، بسته شدن زودرس شیارهای جمجمه در یکماهگی، ضریب هوشی خیلی پائین، عقب ماندگی رشد قدی، پیشانی بلند با ستیغ ابرویی برجسته، چین اپی کانتوس و پلکهای پف آلود، پل بینی مسطح، نوک بینی پهن و سوراخهای بینی برگشته به طرف خارج، فیلتروم بلند، قرنیه شفاف، هیپرتروفی لثه، کلفت و سفت بودن گوشها، پوست ضخیم و سفت و صاف، زبان بزرگ، خشونت صدا، شکم برجسته، محدودیت حرکت مفصلها و توسعه کانتراکتورها، دست چنگالی، قوز پشتی کمری یا کمری، فتق نافی، بزرگی کبد، بزرگی طحال یا عدم بزرگی آن، فتق مغبنی در پسران، ترشح از بینی، شیوع عفونتهای تنفسی و التهاب گوش میانی و بزرگی زودرس قلب مشاهده می‌گردد. مرگ بیمار در سنین ۲ تا ۸ سالگی به علت پنومونی یا نارسایی قلبی  رخ می‌دهد. یافته‌های دیسوستوزیس مالتی پلکس در این بیماری دیده می‌شود.

سابقه بیماری در سایر فرزندان وجود دارد.

## نقص آنزیم
نقص در آنزیم ان استیل گلوکزآمیل فسفوترانسفراز (نقص در تعدیل آنزیمهای لیزوزومی در سیستم گلژی پس از ترجمه آنها که جهت انتقال آنها به لیزوزومها بایستی صورت گیرد).

## توارث ژنتیکی
اتوزوم مغلوب.

## میزان بروز
نادر.

## روش تشخیص
- بررسی آنزیم: در فیبروبلاستها و گلبولهای سفید.
- کروماتوگرافی لایه نازک ادرار: برای الیگو ساکاریدها مثبت است.

## درمان
درمان علامتی است. پیوند مغز استخوان باعث بهبودی محدودی شده است.

## آزمون تشخیص قبل از تولد
بررسی آنزیم در آمنیوسیتهای کشت شده و نشان دادن مقادیر زیاد اسید هیدرولازهای متعدد در مایع آمنیوتیک.